# Paolo della Silva y Rido
Paolo della Silva y Rido, noto semplicemente anche come Paolo de Silva (Crevola, 8 agosto 1691 – Milano, 18 maggio 1789), è stato un nobile, politico e giurista italiano.

## Biografia
Paolo della Silva y Rido nacque al castello di Crevola, non lontano da Domodossola, l'8 agosto 1691, figlio di Marco Antonio, feudatario dell'Alta Val d'Ossola, e della nobile Elena Denti. Dei suoi fratelli maggiori, Guglielmo, divenne arciprete della collegiata di Domodossola, mentre Antonio fu insigne giurista e si laureò in legge all'università di Pavia. Anche Paolo, sulla scia di suo fratello Antonio, intraprese gli studi giuridici.
Nel 1724, grazie all'influenza del fratello maggiore, ottenne la carica di avvocato nella diocesi di Pavia dove rimase per due anni. Nel 1726 venne ammesso al collegio dei giureconsulti di Milano e si stabilì pertanto nella capitale del ducato dove si distinse nella professione di avvocato civilista. L'amministrazione austriaca lo nominò conservatore del patrimonio dello stato, cercando però nel contempo di ottenere l'esenzione fiscale per la Val d'Ossola che venne ad ogni modo vanificato quando, nel 1748, l'area passò definitivamente al Piemonte.
Nel 1742 venne prescelto per ricoprire la carica di vicario di provvisione. Il 12 maggio 1749 venne nominato avvocato fiscale e richiese al governo il titolo di conte per sé e per i propri eredi. Nel 1750 venne designato quale reggente nel Supremo Consiglio d'Italia. Senza abbandonare del tutto la professione forense, difese i comuni della Val d'Ossola contro quelli della Val Vigezzo per il pagamento dei dazi sul cuoio. Nel 1755 venne nominato capitano di giustizia a Cremona e infine, con dispaccio da Vienna del 24 maggio 1756, Paolo venne nominato senatore a Milano. Venne quindi nominato podestà di Cremona, città dove si dedicò oltre all'amministrazione ordinaria alla compilazione di un'opera di storiografia giuridica dedicata al cardinale Angelo Maria Durini dal titolo De iure publico Civitatis, et Ducatus Mediolani (rimasta manoscritta ed oggi conservata alla Biblioteca Ambrosiana di Milano) con l'intento di spingere il patriziato milanese ad interessarsi al mondo della giurisprudenza.
Nel 1760, il Della Silva venne convocato a Mantova per presiedere il supremo consiglio di giustizia della città per poi essere messo a capo della giunta di governo ad interim. Divenne consigliere intimo dell'imperatore in quello stesso anno ed il 25 aprile 1763 venne nominato "Consultore di Governo" per la Lombardia austriaca, carica corrispondente in precedenza a quella di gran cancelliere, facendo ritorno a Milano e rimanendo in carica sino all'abolizione di tale carica nel 1771. Nel 1764, tra le prime azioni alle sue cure, risolvette la contesa sorta con la Repubblica di Venezia per lo sfruttamento delle acque del fiume Tanaro tra Mantova e Verona, pur essendo sofferente di una malattia al cuore.
Nel 1781 venne nominato decurione nella città di Pavia per poi morire a Milano il 18 maggio 1789. Nel suo testamento chiese di essere sepolto con abito da penitente. Dispose lasciti e donazioni nella Val d'Ossola, mentre nominò suo nipote Giovanni Giacomo Attendolo Bolognini quale suo erede universale per i beni nel milanese.

## Matrimoni
Paolo della Silva y Rido sposò la contessa Elena Attendolo Bolognini, già vedova del conte Francesco Brivio,  Si risposò poi con la contessa Vittoria Cavazzi della Somaglia, cognata della prima moglie e già vedova del conte Innocenzo Bolognini. Da entrambi i matrimoni non ebbe figli.